# زمین‌لرزه ۱۹۹۶ اکوادور
زمین‌لرزه اکوادور  در تاریخ ۲۸ مارس ۱۹۹۶ میلادی، برابر با ‎۹ فروردین ۱۳۷۵، ساعت ۲۳:۰۳:۴۹ به زمان یوتی‌سی در اکوادور رخ داد. ژرفای این زلزله ۱۶٫۳ کیلومتر بود، و بزرگی آن ۵٫۹ در مقیاس Mw اعلام شده‌است. زمین‌لرزه به وقت محلی در روز پنج‌شنبه، ساعت ۱۸ روی داده و منطقه زمانی آن یوتی‌سی -۵ بوده‌است .
سازمان زمین‌شناسی آمریکا نیز رومرکز این زمین‌لرزه را در مختصات ۱°۰۲′۱۰″جنوبی ۷۸°۴۴′۱۳″غربی / ۱٫۰۳۶°جنوبی ۷۸٫۷۳۷°غربی و ژرفای آن را در ۳۳ کیلومتر گزارش کرده‌است. بزرگی برگزیدهٔ این سازمان از میان بزرگی‌های محاسبه‌شدهٔ مختلف ۶ در مقیاس Mw بوده و از دید اثر، در میان چهار دسته‌بندی «نامحسوس»، «محسوس»، «زیان‌آور» یا «با تلفات»، زلزله را «با تلفات» اعلام کرده‌است.رانش زمین در آن به وجود آمده‌است.
پروژهٔ «تنسور گشتاور مرکزوار» زاویه‌های (راستا، شیب، ریک) گسل سازندهٔ زمین‌لرزه و صفحه عمود بر آن را (°۸، °۲۱، °۹۶) یا (°۱۸۲، °۶۹، °۸۸) و نوع گسل را «معکوس» فرارسانده‌است.
شمار کشتگان زلزله حدود ۲۷ نفر بوده‌است.تعداد زخمیان ۱۰۰ نفر برآورده شده‌است.بی‌خانمان شدگان نیز ۱۵۵۲۵ نفر اعلام شده‌است.